# Сопельник Артур Сергійович
Сопельник Артур Сергійович (рос. Сопельник Артур Сергеевич; нар. 26 травня 1991 року, Дрезден, Німеччина) — російський актор.

## Біографія
Народився 26 травня 1991 року в місті Дрезден. Навчався у дитячій студії при московському театрі «Мел». Роль Олександра Трофимова принесла актору популярність серед юнаків. У 2008 році вступив до вищого театрального училища імені М.С. Щепкіна. Художній керівник курсу — Віктор Іванович Коршунов. 

### Кар'єра
Найвідоміші фільми: «Кадетство», «Ранетки», «Кремлівські курсанти», «Фізрук».

## Особисте життя
Особисте життя Артура Сопельника змінилося після того, як він знявся в телесеріалі «Кадетство». Слава обрушилася на молодого чоловіка, але він з честю пройшов це випробування. Безліч прихильниць, які почали докучати йому своїми дзвінками, заздрість друзів тільки перший час трохи дратували Артура, а потім він звик.За словами Артура, у нього іноді просто не вдається знаходити спільну мову з дівчатами, до того ж, серед них дуже багато грубих і нав'язливих, а цього він зовсім не переносить.Нещодавно стало відомо, що у Артура з'явилася дівчина, її звуть Настя, вона вчиться на сценариста і режисера-оператора.
2017 року став фігурантом бази «Миротворець» за незаконне відвідування Криму та участь у пропагандистських заходах окупаційної влади.